# Provincia di Santiago
La provincia di Santiago è una provincia della Regione Metropolitana di Santiago nel Cile centrale. Il capoluogo è la città di Santiago.
Al censimento del 2015 possiede una popolazione di 4.977.637 abitanti.

## Geografia antropica

### Suddivisioni amministrative
La provincia è suddivisa in 32 comuni ognuno amministrato da un proprio consiglio comunale che insieme formano la città metropolitana di Santiago.